# Route nationale 5 (Cambodge)
Pour les articles homonymes, voir Route nationale 5.
La route nationale 5 est une des routes nationales du Cambodge. D'une longueur de 407 kilomètres, elle relie la capitale cambodgienne jusqu'à la frontière avec la Thaïlande. En quittant Phnom Penh vers le nord, la route longe le Tonlé Sap sur lequel trois ponts se dressent le Chroy Changvar, le Prek Pnov et le Prek Kdam. Puis elle s'éloigne du grand lac puisque les terrains à proximité sont inondables, elle traverse successivement les provinces de Kandal, de Kampong Chhnang, de Battambang et de Banteay Mean Chey.